# Саки
Саки (рус. Саки, укр. Саки) град је на Криму (спорно подручје Русије и Украјине) у Републици Крим (према гледишту Русије) односно у Аутономној Републици Крим (према гледишту Украјине). Према процени из 2012. у граду је живело 24.038 становника.

## Становништво
Према процени, у граду је 2012. живело 24.038 становника.
| 1979.  | 1989.  | 2001.  | 2012.  |
| ------ | ------ | ------ | ------ |
| 31.230 | 38.690 | 29.416 | 24.038 |